# قدرت نفوذ (مجموعه تلویزیونی آمریکایی)
قدرت نفوذ (انگلیسی: Leverage) مجموعه تلویزیونی اکشن جنایی محصول ایالات متحده آمریکا است که از ۷ دسامبر ۲۰۰۸ تا ۲۵ دسامبر ۲۰۱۲ از تی‌ان‌تی پخش شد. این مجموعه توسط الکتریک انترتینمنت، شرکت تولیدی تهیه‌کننده اجرایی و کارگردان دین دولین است. این مجموعه داستان یک تیم پنج نفره را دنبال می‌کند: یک دزد، یک گریفتر، یک هکر، یک ضربه‌زن و یک متخصص بازیابی به رهبری ناتان فورد، بازرس سابق بیمه، که از مهارت‌های خود برای انجام دزدی برای مبارزه با بی عدالتی‌های شرکتی و دولتی که بر شهروندان عادی تحمیل می‌شود، استفاده می‌کنند.

## برای مطالعهٔ بیشتر
- Gallagher, Thomas (October 27, 2012). Leverage and Alcohol Addiction. Annual conference of the Northeast Popular Culture Association. St. John Fisher College, Rochester, NY: Fisher Digital Publications.
- Helford, Elyce Rae (Spring 2014). "Yiddishkeit, 'Jewissance', and Double-coding in Leverage". Studies in Popular Culture. 36 (2): 109–124. JSTOR 24332653.
- Swamidoss, Hannah (2015). "'It's the Age of the Geek, Baby': The Intelligent Con Artist, Corporate America and the Construction of the Family in Leverage".  In Carlson, Ashley Lynne (ed.). Genius on Television: Essays on Small Screen Depictions of Big Minds. McFarland & Company. pp. 199–214. ISBN 978-0-7864-9773-7.